# أندرياس ليبافيوس
أندرياس ليبافيوس (باللاتينية: Andreas Libavius) هو الاسم اللاتيني لخيميائي وطبيب ألماني عاش ما بين 1555 - 1616 م.

## حياته
ولد أندرياس لعائلة ليباو في مدينة هالة في منطقة سكسونيا-أنهالت شرقي ألمانيا ودرس فيها المراحل التعليمية الأولى، ثم التحق سنة 1578 بجامعة فيتنبرغ ثم السنة التي تليها في جامعة ينا، حيث درس الفلسفة والتاريخ والطب.
أجرى أندرياس ليبافيوس العديد من التجارب الخيميائية بغية الحصول على الذهب من المعادن الرخيصة، كما هو الحال مع الخيميائيين في العصور الوسطى. وعارض في آرائه ما كان يدعو إليه باراسيلسوس من دحض الأفكار الإغريقية في فهم الكون ومن استخدام رموز السحر في الفلسفة الطبيعية.

## الحياة
ولد ليبافيوس في هاله بألمانيا باسم أندرياس ليباو ابن يوهان ليباو، لم يستطع والده الذي كان يعمل في الكتان أن يعطي ليبافيوس تعليمًا لأنه في هذه الفترة الزمنية كان الأثرياء فقط قادرين على الحصول على تعليم عالٍ، أظهر ذكاءً عظيمًا عندما كان طفلًا، تغلب ليفافيوس على وضعه الشخصي والتحق بجامعة ويتنبرغ في سن الثامنة عشرة عام 1578 وفي عام 1579 التحق بجامعة يينا حيث درس الفلسفة والتاريخ والطب، بدأ التدريس في إلميناو عام 1581 وبقي هناك حتى عام 1586 عندما انتقل إلى كوبرغ للتدريس هناك، في عام 1588 ذهب للدراسة في جامعة بازل وحصل على درجة دكتور في الطب، بعد ذلك بوقت قصير أصبح أستاذاً للتاريخ والشعر في جامعة يينا.
في عام 1591 أصبح طبيبًا في مجلس مدينة روتنبرغ وبعد عام واحد أصبح مشرفًا على المدارس، عاش في كوبورغ من عام 1607 حتى وفاته عام 1616.
لا يُعرف الكثير عن حياته الشخصية لكن لديه ولدان مايكل وأندرياس اللذين ساروا على خطى والدهما وأصبحا مدرسًا وطبيبًا، كما أن له ابنتان: سوزانا أما الأخرى فلم يُعرف اسمها.

## الخيمياء
اشتهر ليبافيوس بعمله كخيميائي قبل كل شيء، كانت الخيمياء علمًا مبكرًا كانت أهدافه تحويل المواد مثل تحويل المعادن إلى ذهب، حاول الخيميائيون أيضًا العثور على إكسير الحياة الذي من شأنه أن يسمح لهم بعلاج جميع الأمراض، الخيمياء هي الدراسة التي تحولت إلى ما نعرفه اليوم بالكيمياء، اعتقد ليبافيوس أن دراسته في الكيمياء كانت ستساعده في تحقيق المزيد من التقدم في المجال الطبي.
أدت دراسته في الخيمياء إلى العديد من الاكتشافات الجديدة، اكتشف طرقًا لتحضير عدد من المواد الكيميائية مثل حمض الهيدروكلوريك وكبريتات الأمونيوم وكلوريد القصدير، كما سجل مخاطر الخيمياء حيث أن معظمها كان يتم في المنازل واقترح تطوير سلسلة من المختبرات تسمى البيوت الكيميائية لجعل الخيمياء ممارسة أكثر أمانًا.

## وجهات النظر حول الخيمياء
كان ليبافيوس مؤمنًا قويًا في القدرة على تحويل المعادن إلى ذهب، كانت وجهة النظر هذه موضع جدل كبير بالنسبة للخيميائيين في ذلك الوقت وقد دافع عنها في العديد من كتاباته، على الرغم من أنه اكتشف العديد من العمليات الكيميائية الجديدة إلا أنه كان يميل إلى أن يكون أكثر من منظّر وكان يميل نحو الأرسطية التقليدية.
لقد كان معارضًا لباراسيلسوس على أساس عدم احترام باراسيلسوس للفكر القديم وتعظيم الخبرة الشخصية فوق خبرة الآخرين والمبالغة في الوظيفة التعليمية للطبيعة، على الرغم من ذلك لم يرفض تمامًا كل أساليب باراسيلسوس
، في التنوير الوردي تقول فرانسيس ياتيس:
كان أندريا ليبافيوس أحد هؤلاء الكيميائيين الذين تأثروا إلى حد ما بالتعاليم الجديدة لباراسيلسوس من حيث قبوله استخدام العلاجات الكيميائية الجديدة في الطب التي دعا إليها باراسيلسوس مع التمسك نظريًا بالتعاليم الأرسطية والغالينية التقليدية.
كما انتقد الكيميائيين الذين ادعوا أنهم قد أنتجوا دواءً شافيًا أو علاجًا للجميع ليس لأنه لم يعتقد أن ذلك الدواء ممكن ولكن لأن هؤلاء الخيميائيين رفضوا دائمًا الكشف عن صيغهم.
وأعرب عن اعتقاده أن أي شخص تمكن من إنشاء دواء شامل كان ملزمًا بتعليم العملية لأكبر عدد ممكن من الأشخاص الآخرين بحيث يمكن أن يفيد البشرية،

## العمل
في غضون 25 عامًا (1591-1616) كتب ليبافيوس أكثر من 40 عملاً في مجال المنطق والفيزياء والطب والكيمياء والصيدلة والشعر.  شارك بنشاط في الجدل لا سيما في مجالات الخيمياء والكيمياء وعلى هذا النحو كانت العديد من كتاباته مثيرة للجدل في ذلك الوقت، ك
كما ساهم بأعمال في دراسة الطب،

## أعمال أخرى
منطق الحوار - 1595
الرباعي - 1596
دستور الأدوية - 1607
علم النبات التركيبي - 1613
الامتحان الفلسفي الجديد - 1615

## اقرأ ايضاً
- بازيليوس فالانتينوس
- يوهان رودولف غلاوبر
- جابر الزائف